# الحصن (العدين)

تعديل مصدري - تعديل

الحصن محلة تابعة لقرية الصباحي، التابعة لعزلة بني زهير بمديرية العدين إحدى مديريات محافظة إب في الجمهورية اليمنية، بلغ تعداد سكانها 29 حسب تعداد اليمن لعام 2004.